# Штень Степан Йосипович
Степан Йосипович Штень (нар. 1 листопада 1948) — український футбольний функціонер і тренер. Президент і головний тренер футбольного клубу «Нафтовик» (Долина).

## Життєпис
З 1987 року є незмінним президентом і головним тренером клубу. Під його керівництвом «Нафтовик» посів 3-тє місце чемпіонаті України серед любительських команд 1996/97, завоювавши право виступати у другій лізі. Від сезону 1997/98 команда грала в другій лізі України. Найуспішнішим для «Нафтовика» був сезон 2002/2003 років, у якому команда після першого кола посідала 2-у позицію, претендувала на вихід до першої ліги, але в підсумку посіла четверту сходинку. У сезоні 2007/08 після першого кола «Нафтовик» припинив виступи на професіональному рівні через скрутне фінансове становище. Зараз клуб виступає в чемпіонаті Івано-Франківської області.